# Nikkaluokta

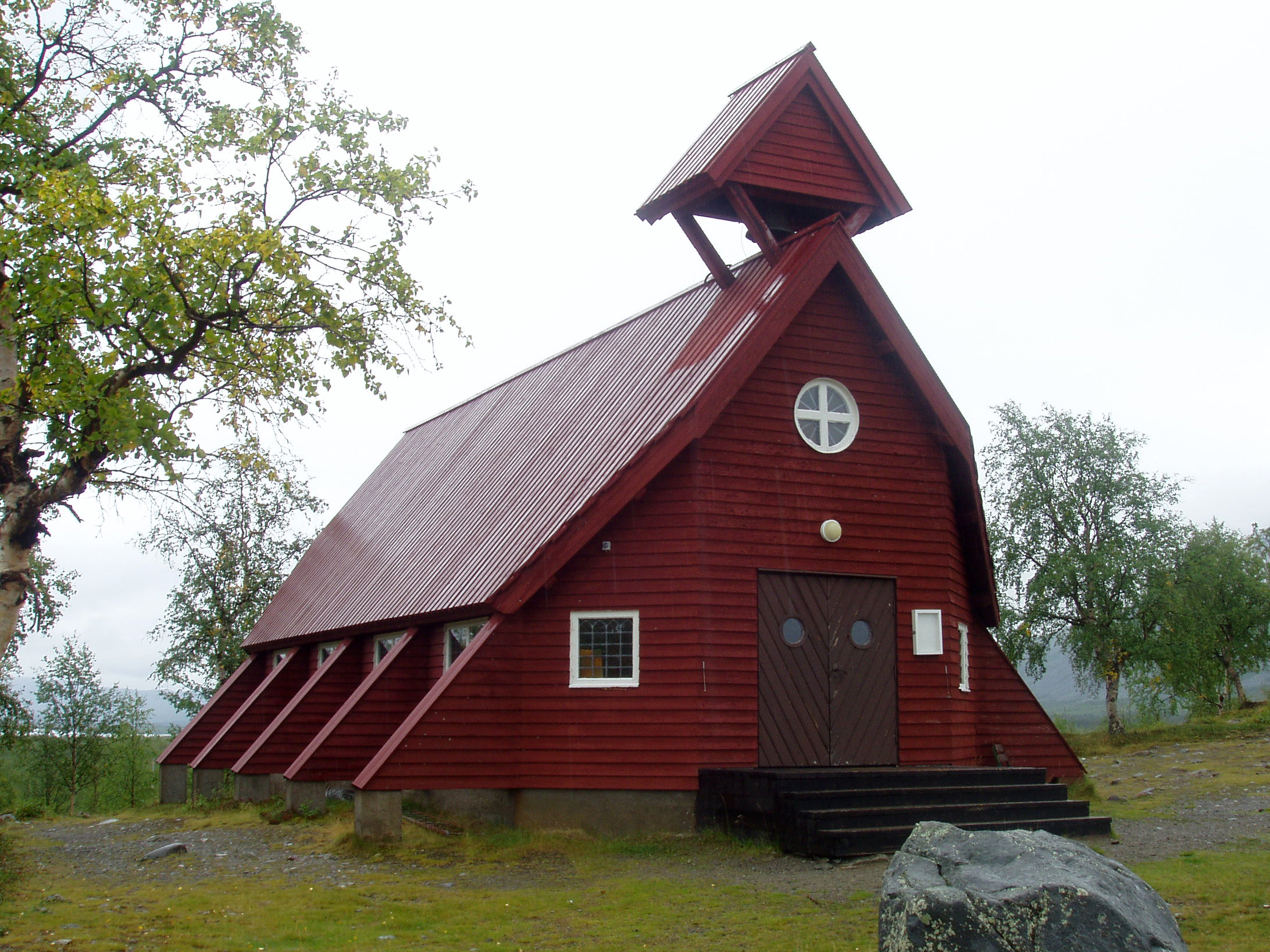
Nikkaluokta kapell

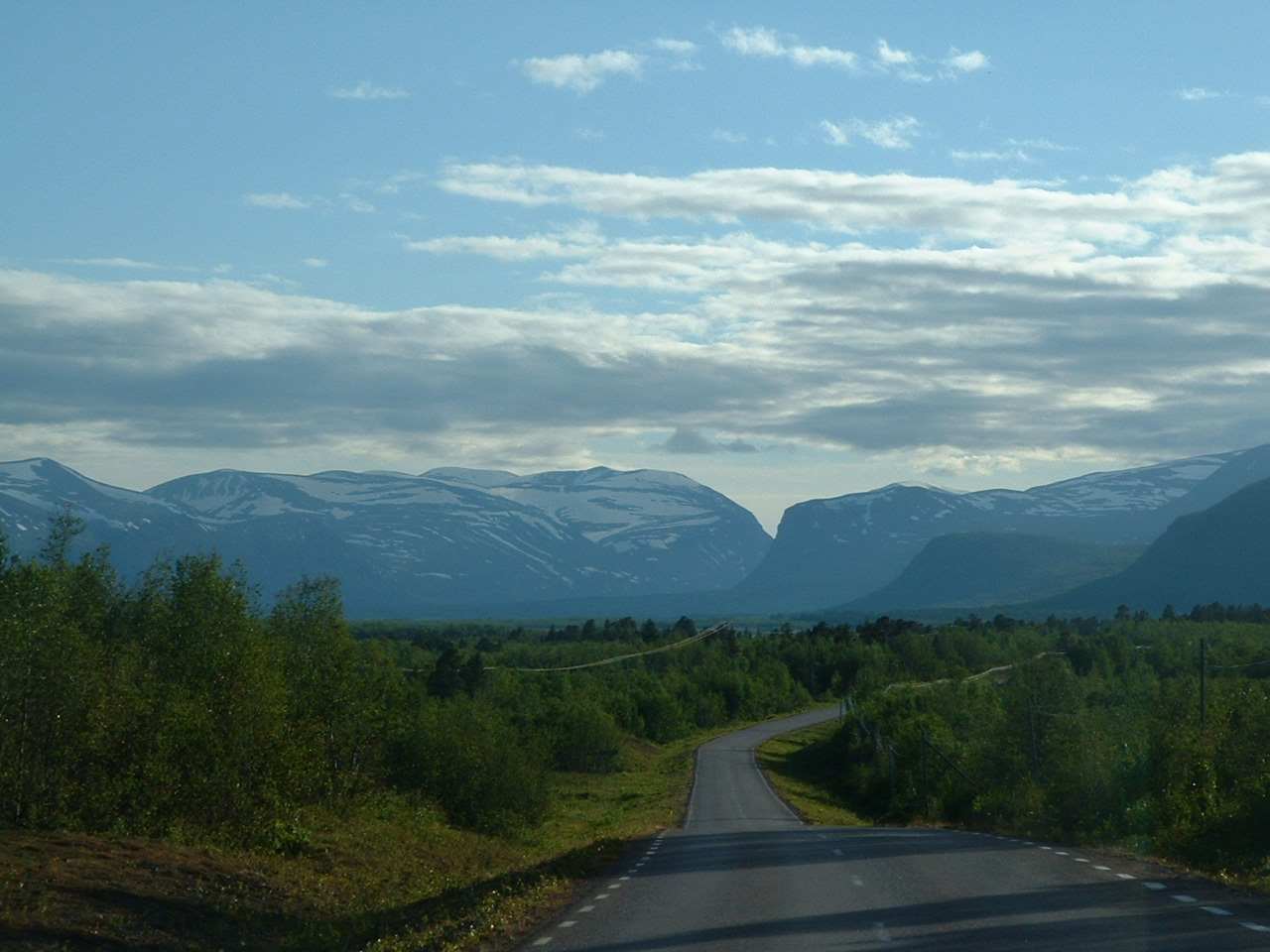
Länsväg 870 till Nikkaluokta

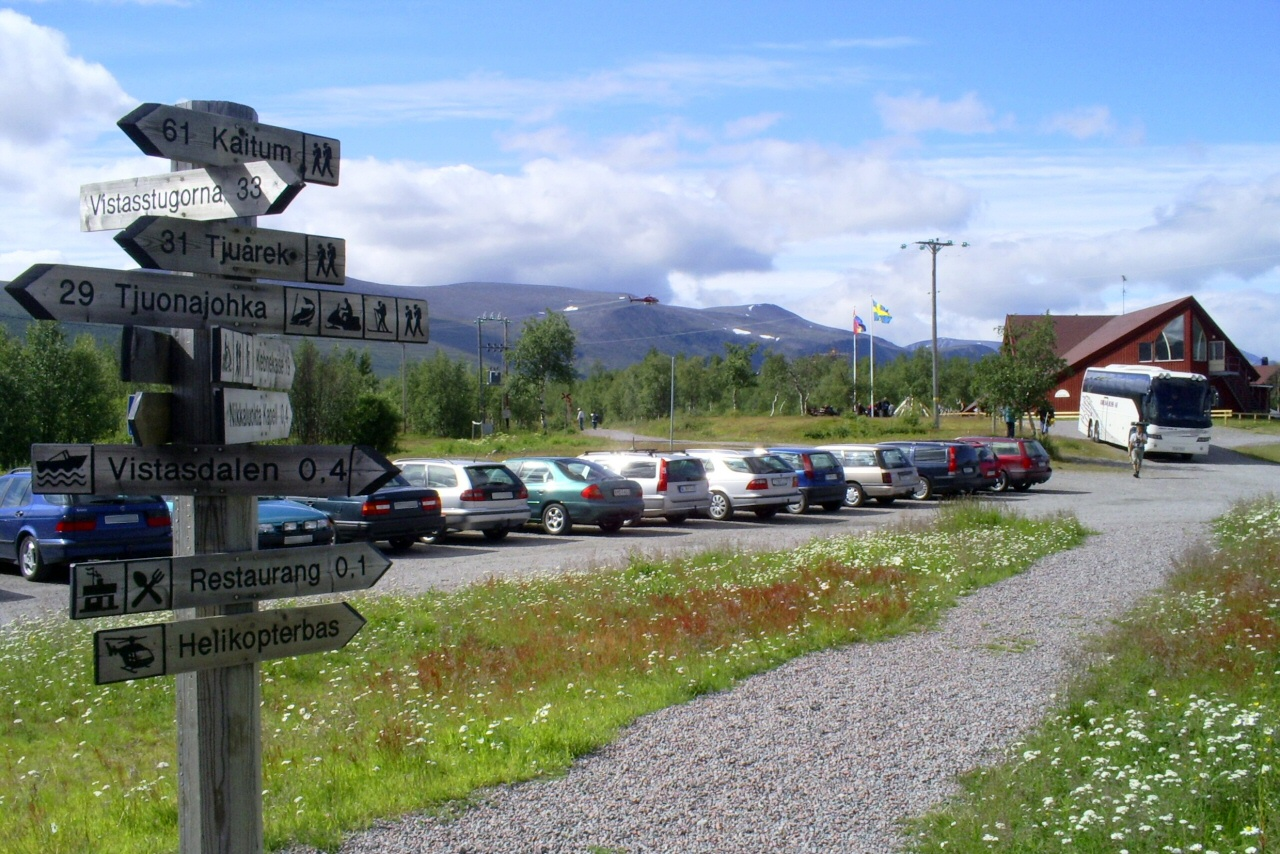
Parkeringsplatsen och turistinrättningen Nikkaluokta Sarri

Nikkaluokta (nordsamiska: Nihkkáluokta, meänkieli: Nikkulahti) är en by i Gällivare kommun, vid gränsen till Kiruna kommun. Närmaste tätort är Kiruna, 66 kilometer österut. Nikkaluokta är känt som utgångspunkt för vandringar i Kebnekaiseområdet, bland annat på  Kungsleden, samt för att inneha många köldrekord.

## Geografi
Nikkaluokta ligger där dalgångarna Vistasvagge och Ladtjovagge mynnar ut i Paittasjärvi i Kalixälvens vattensystem. Byn ligger vid länsväg 870:s västra ändpunkt, där allmän väg tar slut och vandringslederna till Kebnekaisemassivet och övriga fjällen tar vid. Den ligger i gränslandet mellan Laevas sameby och Girjas sameby.
I Nikkaluokta finns fjällanläggningen Nikkaluokta Sarri samt Nikkaluokta kapell, som ligger på byns högsta punkt. Sommartid finns även en helikopterbas. Västerut, 5,6 kilometer från Nikkaluokta, i sjön Ladtjojaure börjar båtleden upp mot Ladtjovagge och Kebnekaise fjällstation. Vid sjön finns en turistanläggning med uthyrningsstugor och restaurangen Enoks.
Vandringsleden mellan Nikkaluokta och Kebnekaise fjällstation är 19 kilometer.
Byn har tiotalet bofasta familjer. Huvudnäringen idag är turism. Renskötsel, konst, slöjd och transporter är också en del av försörjningen.

## Historik
De första fast bosatta invånarna slog sig ned i Nikkaluokta omkring 1910. Det var renskötande familjer – njargajohttit - som under svåra vintrar förlorade sina renhjordar och sökte annan försörjning. Nikkaluokta låg på flyttleden och var en bra boplats. Där fanns möjlighet till fiske, jakt och, som det visade sig senare,  arbete med transport och service. En av de första familjerna 1911 var Nils Olsson och Maria Sarri, som så småningom fick 14 barn.
Landsvägen mellan Kiruna och Nikkaluokta, på norra sidan av sjöarna Kaalasjärvi, Holmajärvi, Laukkujärvi och Paittasjärvi, blev klar omkring 1957.

## Personer från Nikkaluokta
- Enok Sarri, väderobservatör och väderspåman.
- Lasse Sarri, fjällförare och medhjälpare i Operation Sepals 1944–45.
- Henrik Sarri, samisk turistpionjär, grundare av NikkaluoktaTuristTrafik och NikkaluoktaTurist.

## I medier
I de svenska pass som trycktes och distribuerades år 2022 är viseringssidorna dekorerade med ortnamn, bland dem Nikkaluokta. Dock är ortnamnet i passet felstavat "Nikkaloukta".